# Kyrkoråd
Kyrkoråd finns inom olika kristna kyrkor och har en snarlik funktion att i den lokala församlingen ge plats åt församlingens medlemmar att delta och påverka verksamheten och utvecklingen.

## Svenska kyrkan
Kyrkoråd infördes i städerna redan på 1700-talet, i och med 1817 års förordning om sockenstämma och kyrkoråd inrättades kyrkoråd i alla församlingar.
Sedan 2014 är ett kyrkoråd inom Svenska kyrkan antingen styrelse för en församling som inte ingår i ett pastorat eller styrelse för ett pastorat. I det senare fallet ska det finnas ett församlingsråd som styrelse för var och en av församlingarna som ingår i pastoratet.
Kyrkorådet utses av församlingens eller pastoratets kyrkofullmäktige. Kyrkoherden ingår som självskriven ledamot (med rösträtt), som ett led i den så kallade dubbla ansvarslinjen. Mandatperioden för kyrkorådet är fyra år, räknat från och med 1 januari året efter kyrkoval.
Kyrkorådet har till uppgift att ha omsorg om församlingslivet och se till att församlingens grundläggande uppgift blir utförd. Därutöver ska kyrkorådet ha hand om den ekonomiska förvaltningen, verkställa kyrkofullmäktiges beslut  och bereda alla ärenden som ska handläggas av kyrkofullmäktige.
Sedan 2013 finns en särskilt uttalad regel om att kyrkorådet ska "verka för barnets bästa" när det utför sitt uppdrag, och göra barnkonsekvensanalyser inför sina beslut.

### Äldre ordning direktvalt kyrkoråd
Före 2014 hade varje församling i Svenska kyrkan varsitt kyrkoråd och kyrkofullmäktige. Församlingar som ingick i en kyrklig samfällighet kunde ha ett direktvalt kyrkoråd. Det direktvalda kyrkorådet fullgjorde både kyrkorådets samt kyrkofullmäktiges uppgifter vad avser att fastställa mål för verksamheten.
Det direktvalda kyrkorådet utsågs genom direkta kyrkliga val.
Antalet ledamöter i det direktvalda kyrkorådet skulle, enligt Svenska kyrkans kyrkoordning, 
- (1) bestå av minst 8 personer, i församlingar med högst 500 röstberättigade, eller
- (2) bestå av minst 10 personer, i församlingar med över 500 röstberättigade.

Beslut att införa direktvalt kyrkoråd fattades av församlingens kyrkofullmäktige, alternativt kyrkostämman (som kunde finnas i en församling med mindre än 500 medlemmar och som ingår i en kyrklig samfällighet).
Modellen med direktvalda kyrkoråd har nu upphört.

## Katolska kyrkan
Inom katolska kyrkan är kyrkorådet en församling dit medlemmar kan väljas vart fjärde år med kyrkohedern som ordförande, i vilken kyrkohedern har vetorätt. Kyrkorådet förvaltar kyrkans egendom, beslutar om ekonomiska frågor och bestämmer församlingens budget.
Inom Stockholms katolska stift finns i stället ett pastoralt råd och ett ekonomiråd, som kan sägas motsvara kyrkoråd.

## Anglikanska kyrkan
Kykrorådet inom den anglikanska kyrkan kallas för parochial church council och är en kommitté till vilken medlemmar ur församling väljs tillsammans med det lokala prästerskapet. Kyrkorådet har till ansvar att sköta den lokala församlingens ekonomiska angelägenheter, underhåll av fastigheter och lokaler. Rådet hjälper även till i arbetet att främja kyrkan i lokalsamhället.